# Poliedro semirregular
|                                                                         |  |  |  |
|                                                                         |  |  |  |
|                                                                         |  |  |  |
|                                                                         |  |  |  |
|                                                                         |  |  |  |
| Los 13 sólidos arquimedianos, 4 ejemplos de prismas, y 3 de antiprismas |  |  |  |

El término poliedro semirregular o sólido semirregular se usa de forma diferente por varios autores. En su definición original, es un poliedro con caras regulares y un grupo de simetría transitivo en sus vértices. En la actualidad, para este tipo de estructuras, se prefiere el nombre de poliedro uniforme, siguiendo la definición propuesta por Thorold Gosset en 1990 para los politopos semirregulares. Estos poliedros son:
- Los trece sólidos de Arquímedes.[3]
- La serie infinita de prismas convexos.
- La serie infinita de antiprismas convexos.[4]

El cuboctaedro, uno de los sólidos de Arquímedes.

Configuración de vértices para el 3.5.3.5

Todos ellos pueden definirse plenamente con una configuración de vértices, una lista de las caras por número de lados según convergen en un vértice. Por ejemplo, 3.5.3.5 representa el icosaedro, que alterna dos triángulos y dos pentágonos alrededor de cada vértice. En cambio, 3.3.3.5 representa el antiprisma pentagonal. A estos poliedros se les llama en ocasiones figuras isogonales.
Desde el trabajo de Gosset, otros autores, como E. L. Elte, Cromwell, Cundy y Rollett y Harold Scott MacDonald Coxeter han utilizado el término «poliedro semirregular» de diversas maneras. Entre otras:
- Tres series de poliedros estrellados, análogos a la definición de Gosset.
- Los poliedros duales de los sólidos de Arquímedes, incluyendo los sólidos de Catalan y las bipirámides y trapezoedros, además de sus análogos no convexos.